# Textile Network
Textile Network (Eigenschreibweise: textile network) ist ein alle zwei Monate erscheinendes, IVW-geprüftes Fachmagazin für die Herstellung textiler Produkte. Herausgeber ist die Meisenbach GmbH aus Bamberg. Die Gesamtauflage von rund 4.600 Exemplaren unterteilt sich im Verhältnis von ungefähr 55 zu 45 auf eine deutsch- und eine englischsprachige Ausgabe.

## Zielgruppe und Inhalte
Die Zeitschrift richtet sich nach Eigenangaben auf der Führungsebene an Geschäftsführer, Betriebs- und Produktionsleiter sowie im operativen Bereich an IT-Verantwortliche, Produktmanager und Entwicklungstechniker, Ein- und Verkäufer sowie Designer im In- und Ausland.
Im Selbstverständnis der Redaktion ist die Darstellung des Netzwerkes der textilen Produktionskette das zentrale Konzept des Magazins. Vor diesem Hintergrund umfasst der Themenbereich die gesamte Spanne von der Produktentwicklung und dem Produktmanagement über Produktions- und Absatzmärkte bis hin zu IT/Software, Trends sowie Forschung und Entwicklung. Einen relevanten Schwerpunkt bilden u. a. Textil- und Bekleidungsmaschinen, technologische Verfahren sowie Fasern und Garne. Personalmeldungen und Unternehmensnachrichten runden die jeweiligen Ausgaben ab.

## Geschichte
Die Erstausgabe erschien laut Titeldaten in der Zeitschriftendatenbank im Oktober 2003; Vorgängermagazine waren die Maschen-Industrie (45.1995 – 53.2003), Tex-Decor (1.1996 – 8.2003) und BW, fashion technics (51.1999 – 54.2002). Ursprünglich erschien Textile Network im monatlichen Turnus, im Februar 2017 erfolgte die Umstellung auf sechs Ausgaben pro Jahr.

## Erscheinungsweise und Verbreitung
Textile Network erscheint weltweit mit jährlich sechs Doppelausgaben (Januar/Februar, März/April, Mai/Juni, Juli/August, September/Oktober sowie November/Dezember) in einer deutschen und einer englischen Volltextübersetzung. Verbreitung findet die deutschsprachige Version insbesondere im deutschen Sprachraum (Deutschland, Österreich, Schweiz), die englischsprachige Version im europäischen Ausland vor allem in Osteuropa sowie überseeisch in China, Hongkong, Indien, Japan, Taiwan, Sri Lanka, Brasilien und den Vereinigten Staaten. Die Auflage wird seit dem 1. April 2021 nicht mehr der IVW gemeldet. Im ersten Quartal 2021 lag die verkaufte Auflage bei 262 Exemplaren.
| 1998 | 1999 | 2000 | 2001 | 2002 | 2003 | 2004 | 2005 | 2006 | 2007 | 2008 | 2009 | 2010 | 2011 | 2012 | 2013 | 2014 | 2015 | 2016 | 2017 | 2018 | 2019 | 2020 | 2021 | 2022 | 2023 | 2024 |
| ---- | ---- | ---- | ---- | ---- | ---- | ---- | ---- | ---- | ---- | ---- | ---- | ---- | ---- | ---- | ---- | ---- | ---- | ---- | ---- | ---- | ---- | ---- | ---- | ---- | ---- | ---- |
|      |      |      |      |      |      | 1033 | 895  | 870  | 733  | 668  | 493  | 454  | 404  | 379  | 367  | 360  | 348  | 321  | 300  | 282  | 276  | 268  |      |      |      |      |